# الزراعة في ليبيا

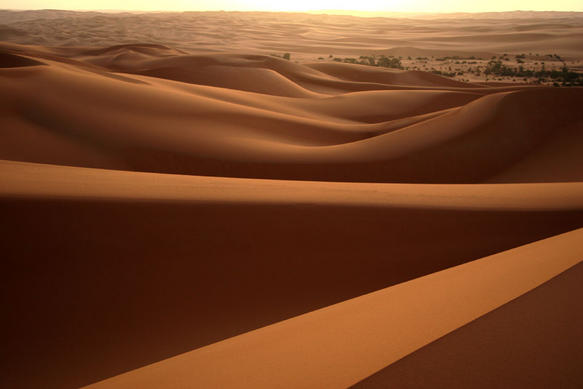

تعتبر الزراعة في ليبيا ثاني أكبر قطاع في الاقتصاد الليبي

## الحائزين الزراعيين
يبلغ عدد الحائزين الزراعيين في ليبيا حسب عام 2007 إلى 163440 حائز تتوزع حسب الجنس إلى 151912 من الذكور و 11534 من الإناث، ويعتبر 23.3% من الحائزين مهنتهم الرئيسية الزراعة، وتبلغ مساحة جميع الحيازات الزراعية 1,105,357 هكتار، أي بمتوسط يبلغ 7.1% هكتار للمساحة الواحدة على مستوى البلاد، وبالنسبة لمتوسط المساحة على مستوى الشعبيات (التقسيم الإداري خلال عام 2007) فتبين أن هذا المتوسط يرتفع في شعبية المرج ليصل حتى 38.4 هكتار للحيازة ويبلغ أقل متوسط في شعبية طرابلس إذ بلغ 3.1 هكتار

## النشاطات الزراعية

### الإنتاج الحيواني

#### تربية الدواجن
تشمل مجال تربية دواجن اللحم حيث السيعة الإستيعابية لحظائر التسمين ومعامل التفريخ المتاحة تعد كافية لتغطية احتياجات السوق المحلي من لحوم الدواجن والمقدر بنحو 150 ألف طن سنوياً (12.5 ألف طن شهرياً) وفقاً لإنتاجيات العام 2010.

#### تربية الأغنام، الإبل، والأبقار
تقدر أعداد الثروة الحيوانية بحوالي 6 ملايين رأس من الأغنام تعتمد على نظام الرعي المفتوح حيث توفر المراعي الطبيعية %30 من احتياجاتها العلفية التي يتم تغطية النقص منها عن طريق الأعلاف المركزة والخشنة - 150 ألف خف من الإبل تسهم الأعلاف في سد جزء مهم من احتياجاتها العلفية - 45 ألف رأس من الأبقار لإنتاج اللحوم والحليب وتعتمد في تغديتها على الأعلاف الخضراء والخشنة والمركزة التي تقوم بتغطية نسبة %60 من احتياجات السوق المحلي من اللحوم والألبان.

#### تصنيع وإنتاج الأعلاف
تبلغ الطاقة الإنتاجية لمصانع الأعلاف 1.5 مليون طن سنوياً وفقاً لإنتاجيات العام 2010، وهي كميات تكفي لتغطية ما تحتاجه مجالات تربية الدواجن والأغنام والإبل والأبقار.

### تنمية الموارد المائية
يقوم القطاع بتنفيد عدد من المشاريع ذات الأهمية الكبري في مجال حصاد المياه السطحية وتنمية الموارد المائية والمحافظة عليها، والتي تسهم بصفة مباشرة في حماية التجمعات السكانية والمشروعات التنموية من أخطار الفيضانات وتوفير المياه للمشروعات الزراعية والصناعية والتجمعات السكانية

### مكافحة الجراد الصحراوي والآفات الزراعية
هذا النشاط يحظي بأهمية خاصة في الحفاظ على الموارد النباتية والزراعية والحد من الخسائر الاقتصادية في إنتاج المحاصيل الزراعية المختلفة من خلال حمايتها، إذ تساعد الظروف المناخية والبيئية السائدة في ليبيا على انتشار العديد من الآفات والأمراض الزراعية الهامة، وتكمن أعماله في القيام بجولات ميدانية إستكشافية لجمع المعلومات عن الآفات وملائمة الظروف البيئية في أماكن الانتشار والتواجد، التبادل مع الدول المجاورة والمنظمات الدولية والإقليمية ذات علاقة وهذا أمر أساسي وهام في عمليات الرصد والإنذار المبكر، توفر اسطول الطيران الزراعي للإستخدام في أعمال مختلفة كالعمليات الزراعية والإستكشاف والمكافحة، تنفيد حملات مكافحة للآفات الزراعية ذات الأهمية الاقتصادية

### الصحة الحيوانية
تصنف ليبيا وفقاً لسجل التاريخ الوبائي للأمراض الحيوانية على كونها واحدة من الدول التي ظهرت فيها حالات من الأمراض الحيوانية شديدة الوبائية مثل (حمي اللسان الأزرق، داء الكلب) والتي تخضع لعمليات رصد ومراقبة دورية من قبل فرق مسح ميداني للإنذار المبكر والتحكم والسيطرة وتنفيد برامج التحصين الوقائية على امتداد الرقعة الجغرافية للأراضي الليبية

### إنتاج الخضر والفاكهة
يساهم القطاع الخاص (الأهلي) بنسبة %100 من الإنتاج المحلي من الخضروات والذي يتركز معظمه في المنطقة الغربية من البلاد وكذلك بنسبة %100 من إنتاج الفاكهة

### إنتاج الحبوب والأعلاف
يساهم القطاع الخاص (الأهلي) بنسبة تتعدي %85 من حجم النشاطات الإنتاجية والإستثمارية في مجال إنتاج الحبوب والأعلاف اللذان يعتمدان بشكل أساسي على نظم وتقنيات الري الدائم، حيث يتركز معظم حقولها في المناطق الجنوبية من ليبيا ويتم زراعتها على موسمين شتوي وصيفي

## إحصائات
| التوزيع لأشجار الزيتون والنخيل واللوز في كل شعبية مع بين التطوير العددي خلال الفترة بين التعدادي 2001 و2007 | التوزيع لأشجار الزيتون والنخيل واللوز في كل شعبية مع بين التطوير العددي خلال الفترة بين التعدادي 2001 و2007 | التوزيع لأشجار الزيتون والنخيل واللوز في كل شعبية مع بين التطوير العددي خلال الفترة بين التعدادي 2001 و2007 | التوزيع لأشجار الزيتون والنخيل واللوز في كل شعبية مع بين التطوير العددي خلال الفترة بين التعدادي 2001 و2007 | التوزيع لأشجار الزيتون والنخيل واللوز في كل شعبية مع بين التطوير العددي خلال الفترة بين التعدادي 2001 و2007 | التوزيع لأشجار الزيتون والنخيل واللوز في كل شعبية مع بين التطوير العددي خلال الفترة بين التعدادي 2001 و2007 | التوزيع لأشجار الزيتون والنخيل واللوز في كل شعبية مع بين التطوير العددي خلال الفترة بين التعدادي 2001 و2007 | التوزيع لأشجار الزيتون والنخيل واللوز في كل شعبية مع بين التطوير العددي خلال الفترة بين التعدادي 2001 و2007 | التوزيع لأشجار الزيتون والنخيل واللوز في كل شعبية مع بين التطوير العددي خلال الفترة بين التعدادي 2001 و2007 | التوزيع لأشجار الزيتون والنخيل واللوز في كل شعبية مع بين التطوير العددي خلال الفترة بين التعدادي 2001 و2007 |
| الشعبية | تعداد عام 2001                                                                                              | تعداد عام 2001                                                                                              | تعداد عام 2001                                                                                              | تعداد عام 2007                                                                                              | تعداد عام 2007                                                                                              | تعداد عام 2007                                                                                              | التطور العددي بين التعدادين                                                                                 | التطور العددي بين التعدادين                                                                                 | التطور العددي بين التعدادين                                                                                 |
| الشعبية | الزيتون | النخيل | اللوز | الزيتون | النخيل | اللوز | الزيتون | النخيل | اللوز |
| --- | --- | --- | --- | --- | --- | --- | --- | --- | --- |
| البطنان | 10980 | 6447 | 26351 | 27438 | 9232 | 17631 | 16758 | 2785 | -8720 |
| درنة | 4027 | 1494 | 54929 | 15314 | 1724 | 38290 | 11287 | 230 | -16639 |
| الجبل الأخضر                                                                                                | 12961 | 587 | 44756 | 15232 | 152 | 56510 | 2271 | -435 | 11754 |
| المرج | 25329 | 3531 | 158878 | 15767 | 1423 | 104049 | -7562 | -2108 | 54829 |
| بنغازي | 89677 | 16459 | 166597 | 22793 | 4967 | 3262 | -66884 | -11490 | -16335 |
| الواحات | 17440 | 408950 | 10851 | 472410 | 983814 | 445 | 454970 | 574864 | -10406 |
| الكفرة | 5323 | 279018 | 100 | 61592 | 496209 | 90 | 56269 | 217191 | -10 |
| سرت | 223047 | 46256 | 31867 | 298932 | 381767 | 28218 | 70885 | 335511 | -3649 |
| الجفرة | 1446 | 398233 | 1227 | 21492 | 384476 | 2040 | 20046 | -13753 | 813 |
| مصراتة | 162998 | 142046 | 18934 | 386059 | 243056 | 37659 | 223061 | 100960 | 18722 |
| المرقب | 1707356 | 417628 | 1297496 | 1124824 | 132391 | 783215 | -5825321 | -285237 | -514281 |
| طرابلس | 101541 | 49244 | 12428 | 142073 | 89177 | 29717 | 40532 | 39933 | 17289 |
| الجفارة | 1040684 | 263669 | 68378 | 68378 | 279032 | 26106 | -153994 | 15363 | -42272 |
| الزاوية | 275852 | 77137 | 3670 | 469734 | 272529 | 5340 | 184882 | 195392 | 1670 |
| النقاط الخمس                                                                                                | 1214413 | 251347 | 232790 | 800993 | 175109 | 123275 | -413420 | -76238 | -109515 |
| الجبل الغربي                                                                                                | 692824 | 48674 | 282958 | 699172 | 31109 | 235389 | -6348 | 77565 | -47569 |
| نالوت | 72085 | 55763 | 11177 | 103039 | 59962 | 12081 | 30954 | 4199 | 904 |
| سبها | 6641 | 165421 | 1178 | 54965 | 284100 | 1480 | 48324 | 118679 | 302 |
| الشاطئ | 2920 | 220052 | 947 | 11823 | 258734 | 421 | 8903 | 38682 | -526 |
| مرزق | 5537 | 267397 | 1274 | 144602 | 549476 | 358 | 139065 | 282079 | -916 |
| أوباري | 5595 | 314518 | 2086 | 14516 | 274993 | 279 | 8921 | -39525 | -807 |
| غات | 1288 | 60626 | 436 | 3289 | 86470 | 264 | 2001 | 25864 | 264 |
| المجموع | 5679964 | 3494497 | 2429308 | 5792713 | 4999902 | 1506119 | 111825 | 1505405 | -923189 |

| توزيع عدد حيوانات الضآن والماعز والإبل في كل شعبية مع بين التطوير العددي خلال الفترة بين التعدادي 2001 و2007 | توزيع عدد حيوانات الضآن والماعز والإبل في كل شعبية مع بين التطوير العددي خلال الفترة بين التعدادي 2001 و2007 | توزيع عدد حيوانات الضآن والماعز والإبل في كل شعبية مع بين التطوير العددي خلال الفترة بين التعدادي 2001 و2007 | توزيع عدد حيوانات الضآن والماعز والإبل في كل شعبية مع بين التطوير العددي خلال الفترة بين التعدادي 2001 و2007 | توزيع عدد حيوانات الضآن والماعز والإبل في كل شعبية مع بين التطوير العددي خلال الفترة بين التعدادي 2001 و2007 | توزيع عدد حيوانات الضآن والماعز والإبل في كل شعبية مع بين التطوير العددي خلال الفترة بين التعدادي 2001 و2007 | توزيع عدد حيوانات الضآن والماعز والإبل في كل شعبية مع بين التطوير العددي خلال الفترة بين التعدادي 2001 و2007 | توزيع عدد حيوانات الضآن والماعز والإبل في كل شعبية مع بين التطوير العددي خلال الفترة بين التعدادي 2001 و2007 | توزيع عدد حيوانات الضآن والماعز والإبل في كل شعبية مع بين التطوير العددي خلال الفترة بين التعدادي 2001 و2007 | توزيع عدد حيوانات الضآن والماعز والإبل في كل شعبية مع بين التطوير العددي خلال الفترة بين التعدادي 2001 و2007 |
| الشعبية | تعداد عام 2001                                                                                               | تعداد عام 2001                                                                                               | تعداد عام 2001                                                                                               | تعداد عام 2007                                                                                               | تعداد عام 2007                                                                                               | تعداد عام 2007                                                                                               | التطور العددي بين التعدادين                                                                                  | التطور العددي بين التعدادين                                                                                  | التطور العددي بين التعدادين                                                                                  |
| الشعبية | الضأن | الماعز | الإبل | الضأن | الماعز | الإبل | الضأن | الماعز | الإبل |
| --- | --- | --- | --- | --- | --- | --- | --- | --- | --- |
| البطنان | 286784 | 65055 | 10682 | 206258 | 59171 | 9250 | -80526 | -5884 | -1432 |
| درنة | 192023 | 52446 | 3294 | 147542 | 52879 | 3923 | -44481 | 433 | 629 |
| الجبل الأخضر                                                                                                 | 175783 | 60699 | 2929 | 178978 | 63020 | 3938 | 3195 | 2321 | 1009 |
| المرج | 218572 | 43477 | 1784 | 354538 | 64817 | 3622 | 135966 | 21340 | 1838 |
| بنغازي | 642773 | 42599 | 4793 | 138322 | 18575 | 2392 | -50445 | -24024 | -2401 |
| الواحات | 258396 | 48256 | 13591 | 269422 | 59044 | 8167 | 11026 | 10788 | -5424 |
| الكفرة | 20014 | 6791 | 191 | 30547 | 13990 | 1105 | 10533 | 7199 | 914 |
| سرت | 663900 | 148332 | 30267 | 329494 | 120677 | 21511 | -344406 | -27655 | -9756 |
| الجفرة | 55556 | 34020 | 5362 | 34860 | 25168 | 1951 | -20696 | 8852 | 3411 |
| مصراتة | 250063 | 51944 | 6644 | 392337 | 100358 | 8717 | 142274 | 48414 | 2073 |
| المرقب | 751503 | 142156 | 1921 | 315680 | 69197 | 1269 | -435823 | 72959 | -652 |
| طرابلس | 32521 | 1801 | 495 | 52592 | 4333 | 721 | 20071 | 2532 | 226 |
| الجفارة | 417363 | 33206 | 1220 | 275428 | 14463 | 1692 | -141935 | -18743 | 472 |
| الزاوية | 178596 | 14209 | 2456 | 337214 | 38731 | 8519 | 158618 | -24522 | 5973 |
| النقاط الخمس                                                                                                 | 444164 | 65978 | 17459 | 200316 | 40329 | 10523 | -243848 | -25649 | -6936 |
| الجبل الغربي                                                                                                 | 669702 | 176191 | 13018 | 268807 | 98550 | 5843 | -400895 | -135862 | -7175 |
| نالوت | 130320 | 61430 | 6890 | 148430 | 70802 | 6161 | 18110 | 9372 | -729 |
| سبها | 30250 | 12863 | 1902 | 62246 | 30216 | 3126 | 31996 | 17353 | 1224 |
| الشاطئ | 107457 | 27566 | 3862 | 88057 | 41040 | 3222 | -19400 | 13474 | -640 |
| مرزق | 57285 | 26429 | 2689 | 85447 | 46821 | 2450 | 28162 | 20392 | -239 |
| أوباري | 53425 | 24268 | 616 | 58531 | 36625 | 566 | 5106 | 12357 | -50 |
| غات | 6445 | 6646 | 298 | 12605 | 11614 | 729 | 6160 | 4968 | 431 |
| المجموع | 5642895 | 1146362 | 132363 | 3987651 | 1080420 | 109397 | -1655244 | -65942 | -22966 |

| كمية إنتاج الحيازات الزراعية بالقنطار لأهم محاصيل الحبوب والأعلاف بكل شعبية 2007 | كمية إنتاج الحيازات الزراعية بالقنطار لأهم محاصيل الحبوب والأعلاف بكل شعبية 2007 | كمية إنتاج الحيازات الزراعية بالقنطار لأهم محاصيل الحبوب والأعلاف بكل شعبية 2007 | كمية إنتاج الحيازات الزراعية بالقنطار لأهم محاصيل الحبوب والأعلاف بكل شعبية 2007 | كمية إنتاج الحيازات الزراعية بالقنطار لأهم محاصيل الحبوب والأعلاف بكل شعبية 2007 | كمية إنتاج الحيازات الزراعية بالقنطار لأهم محاصيل الحبوب والأعلاف بكل شعبية 2007 | كمية إنتاج الحيازات الزراعية بالقنطار لأهم محاصيل الحبوب والأعلاف بكل شعبية 2007 | كمية إنتاج الحيازات الزراعية بالقنطار لأهم محاصيل الحبوب والأعلاف بكل شعبية 2007 |
| الشعبيات                                                                         | المحصول                                                                          | المحصول                                                                          | المحصول                                                                          | المحصول                                                                          | المحصول                                                                          | المحصول                                                                          | المحصول                                                                          |
| الشعبيات                                                                         | القمح                                                                            | الشعير                                                                           | القصب                                                                            | البرسيم والقصب (علفة)                                                            | بقوليات جافة                                                                     | فول سوداني                                                                       | قَصّْيبة (علفة)                                                                     |
| -------------------------------------------------------------------------------- | -------------------------------------------------------------------------------- | -------------------------------------------------------------------------------- | -------------------------------------------------------------------------------- | -------------------------------------------------------------------------------- | -------------------------------------------------------------------------------- | -------------------------------------------------------------------------------- | -------------------------------------------------------------------------------- |
| البطنان                                                                          | 5946                                                                             | 113291                                                                           | 459                                                                              | 13                                                                               | 118                                                                              | 20                                                                               | 768                                                                              |
| درنة                                                                             | 5001                                                                             | 67243                                                                            | 57                                                                               | 280                                                                              | 61                                                                               | 32                                                                               | 0                                                                                |
| الجبل الأخضر                                                                     | 28261                                                                            | 98000                                                                            | 296                                                                              | 3643                                                                             | 5                                                                                | 0                                                                                | 27584                                                                            |
| المرج                                                                            | 50776                                                                            | 480069                                                                           | 1733                                                                             | 477                                                                              | 0                                                                                | 0                                                                                | 316008                                                                           |
| بنغازي                                                                           | 441                                                                              | 18469                                                                            | 78                                                                               | 2035                                                                             | 0                                                                                | 80                                                                               | 182                                                                              |
| الواحات                                                                          | 8770                                                                             | 3917                                                                             | 3871                                                                             | 32283                                                                            | 100                                                                              | 0                                                                                | 1002                                                                             |
| الكفرة                                                                           | 28709                                                                            | 11978                                                                            | 306                                                                              | 61429                                                                            | 0                                                                                | 0                                                                                | 26                                                                               |
| سرت                                                                              | 2463                                                                             | 74455                                                                            | 554                                                                              | 43132                                                                            | 3450                                                                             | 13                                                                               | 31738                                                                            |
| الجفرة                                                                           | 803                                                                              | 4025                                                                             | 23511                                                                            | 46455                                                                            | 1                                                                                | 0                                                                                | 2939                                                                             |
| مصراتة                                                                           | 1988                                                                             | 94153                                                                            | 760                                                                              | 203204                                                                           | 51                                                                               | 63                                                                               | 81056                                                                            |
| المرقب                                                                           | 3933                                                                             | 105300                                                                           | 2187                                                                             | 166435                                                                           | 313                                                                              | 126                                                                              | 50948                                                                            |
| طرابلس                                                                           | 793                                                                              | 12642                                                                            | 485                                                                              | 9638                                                                             | 15                                                                               | 3                                                                                | 8806                                                                             |
| الجفارة                                                                          | 2213                                                                             | 105746                                                                           | 7395                                                                             | 71935                                                                            | 150                                                                              | 3065                                                                             | 106413                                                                           |
| الزاوية                                                                          | 2778                                                                             | 61291                                                                            | 3872                                                                             | 320963                                                                           | 217                                                                              | 6259                                                                             | 81437                                                                            |
| النقاط الخمس                                                                     | 474                                                                              | 28567                                                                            | 877                                                                              | 44662                                                                            | 12                                                                               | 5070                                                                             | 45630                                                                            |
| الجبل الغربي                                                                     | 3855                                                                             | 34650                                                                            | 279                                                                              | 4290                                                                             | 18                                                                               | 25                                                                               | 17028                                                                            |
| نالوت                                                                            | 3762                                                                             | 21360                                                                            | 851                                                                              | 23091                                                                            | 82                                                                               | 0                                                                                | 2488                                                                             |
| سبها                                                                             | 2596                                                                             | 93787                                                                            | 36572                                                                            | 325158                                                                           | 156                                                                              | 0                                                                                | 33175                                                                            |
| وادي الشاطئ                                                                      | 1724                                                                             | 13950                                                                            | 903                                                                              | 113872                                                                           | 4                                                                                | 925                                                                              | 38720                                                                            |
| مرزق                                                                             | 157065                                                                           | 198495                                                                           | 5102                                                                             | 270907                                                                           | 30                                                                               | 131                                                                              | 20595                                                                            |
| وادي الحياة                                                                      | 6245                                                                             | 13647                                                                            | 870                                                                              | 77342                                                                            | 1                                                                                | 79                                                                               | 5715                                                                             |
| غات                                                                              | 795                                                                              | 2798                                                                             | 1795                                                                             | 4673                                                                             | 116                                                                              | 59                                                                               | 441                                                                              |
| الإجمالي                                                                         | 319391                                                                           | 1657833                                                                          | 92813                                                                            | 1825917                                                                          | 4900                                                                             | 15950                                                                            | 872699                                                                           |

| كمية إنتاج الحيازات الزراعية بالقنطار لأهم محاصيل الخضروات بكل شعبية 2007 | كمية إنتاج الحيازات الزراعية بالقنطار لأهم محاصيل الخضروات بكل شعبية 2007 | كمية إنتاج الحيازات الزراعية بالقنطار لأهم محاصيل الخضروات بكل شعبية 2007 | كمية إنتاج الحيازات الزراعية بالقنطار لأهم محاصيل الخضروات بكل شعبية 2007 | كمية إنتاج الحيازات الزراعية بالقنطار لأهم محاصيل الخضروات بكل شعبية 2007 | كمية إنتاج الحيازات الزراعية بالقنطار لأهم محاصيل الخضروات بكل شعبية 2007 | كمية إنتاج الحيازات الزراعية بالقنطار لأهم محاصيل الخضروات بكل شعبية 2007 | كمية إنتاج الحيازات الزراعية بالقنطار لأهم محاصيل الخضروات بكل شعبية 2007 | كمية إنتاج الحيازات الزراعية بالقنطار لأهم محاصيل الخضروات بكل شعبية 2007 | كمية إنتاج الحيازات الزراعية بالقنطار لأهم محاصيل الخضروات بكل شعبية 2007 | كمية إنتاج الحيازات الزراعية بالقنطار لأهم محاصيل الخضروات بكل شعبية 2007 |
| الشعبيات                                                                  | البطاطس                                                                   | البصل الأخضر                                                              | البصل الجاف                                                               | الثوم                                                                     | القرع                                                                     | الجزر                                                                     | الفول الأخضر                                                              | البازيلاء                                                                 | الفاصولياء                                                                | الطماطم                                                                   |
| ------------------------------------------------------------------------- | ------------------------------------------------------------------------- | ------------------------------------------------------------------------- | ------------------------------------------------------------------------- | ------------------------------------------------------------------------- | ------------------------------------------------------------------------- | ------------------------------------------------------------------------- | ------------------------------------------------------------------------- | ------------------------------------------------------------------------- | ------------------------------------------------------------------------- | ------------------------------------------------------------------------- |
| البطنان                                                                   | 0                                                                         | 256                                                                       | 652                                                                       | 170                                                                       | 323                                                                       | 26                                                                        | 226                                                                       | 32                                                                        | 3                                                                         | 185                                                                       |
| درنة                                                                      | 11                                                                        | 3795                                                                      | 1057                                                                      | 95                                                                        | 3682                                                                      | 401                                                                       | 2735                                                                      | 573                                                                       | 451                                                                       | 45356                                                                     |
| الجبل الأخضر                                                              | 0                                                                         | 499                                                                       | 22725                                                                     | 1                                                                         | 278                                                                       | 0                                                                         | 28                                                                        | 70                                                                        | 0                                                                         | 113291                                                                    |
| المرج                                                                     | 1                                                                         | 370                                                                       | 650                                                                       | 20                                                                        | 6638                                                                      | 0                                                                         | 25                                                                        | 0                                                                         | 0                                                                         | 23246                                                                     |
| بنغازي                                                                    | 90                                                                        | 581                                                                       | 447                                                                       | 2257                                                                      | 140                                                                       | 10                                                                        | 72                                                                        | 20                                                                        | 15                                                                        | 876                                                                       |
| الواحات                                                                   | 0                                                                         | 38349                                                                     | 16676                                                                     | 440                                                                       | 1246                                                                      | 174                                                                       | 0                                                                         | 0                                                                         | 0                                                                         | 145463                                                                    |
| الكفرة                                                                    | 588                                                                       | 724                                                                       | 1253                                                                      | 40                                                                        | 53                                                                        | 4                                                                         | 0                                                                         | 0                                                                         | 1                                                                         | 1900                                                                      |
| سرت                                                                       | 5281                                                                      | 501                                                                       | 1178                                                                      | 139                                                                       | 261                                                                       | 1500                                                                      | 184                                                                       | 6                                                                         | 0                                                                         | 5352                                                                      |
| الجفرة                                                                    | 0                                                                         | 98                                                                        | 579                                                                       | 85                                                                        | 102                                                                       | 0                                                                         | 1                                                                         | 0                                                                         | 140                                                                       | 466                                                                       |
| مصراته                                                                    | 514                                                                       | 398                                                                       | 630                                                                       | 584                                                                       | 696                                                                       | 376                                                                       | 802                                                                       | 33                                                                        | 28                                                                        | 5099                                                                      |
| المرقب                                                                    | 51247                                                                     | 2884                                                                      | 11241                                                                     | 536                                                                       | 1869                                                                      | 40                                                                        | 794                                                                       | 1380                                                                      | 65                                                                        | 2173                                                                      |
| طرابلس                                                                    | 14464                                                                     | 3292                                                                      | 2493                                                                      | 193                                                                       | 759                                                                       | 742                                                                       | 219                                                                       | 103                                                                       | 28                                                                        | 1845                                                                      |
| الجفارة                                                                   | 95514                                                                     | 15381                                                                     | 81828                                                                     | 46446                                                                     | 11155                                                                     | 6855                                                                      | 2583                                                                      | 2057                                                                      | 1750                                                                      | 75052                                                                     |
| الزاوية                                                                   | 6928                                                                      | 14522                                                                     | 45137                                                                     | 9207                                                                      | 3308                                                                      | 4349                                                                      | 947                                                                       | 673                                                                       | 142                                                                       | 9476                                                                      |
| النقاط الخمس                                                              | 445                                                                       | 974                                                                       | 3306                                                                      | 372                                                                       | 312                                                                       | 2398                                                                      | 497                                                                       | 184                                                                       | 3                                                                         | 3181                                                                      |
| الجبل الغربي                                                              | 4                                                                         | 61                                                                        | 16380                                                                     | 23                                                                        | 0                                                                         | 0                                                                         | 21                                                                        | 2473                                                                      | 21                                                                        | 9                                                                         |
| نالوت                                                                     | 3                                                                         | 576                                                                       | 352                                                                       | 540                                                                       | 11                                                                        | 270                                                                       | 5                                                                         | 0                                                                         | 10                                                                        | 21                                                                        |
| سبها                                                                      | 3693                                                                      | 1912                                                                      | 2783                                                                      | 291                                                                       | 2362                                                                      | 1093                                                                      | 3636                                                                      | 290                                                                       | 45                                                                        | 5201                                                                      |
| وادي الشاطئ                                                               | 500                                                                       | 6582                                                                      | 5087                                                                      | 537                                                                       | 341                                                                       | 2610                                                                      | 0                                                                         | 200                                                                       | 50                                                                        | 638                                                                       |
| مرزق                                                                      | 185                                                                       | 1702                                                                      | 984                                                                       | 425                                                                       | 15                                                                        | 45                                                                        | 55                                                                        | 82                                                                        | 93                                                                        | 1352                                                                      |
| وادى الحياة                                                               | 2459                                                                      | 9925                                                                      | 18116                                                                     | 172                                                                       | 336                                                                       | 136                                                                       | 117                                                                       | 81                                                                        | 155                                                                       | 19800                                                                     |
| غات                                                                       | 65                                                                        | 344                                                                       | 422                                                                       | 39                                                                        | 175                                                                       | 4                                                                         | 678                                                                       | 279                                                                       | 130                                                                       | 576                                                                       |
| الإجمالى                                                                  | 181992                                                                    | 103726                                                                    | 233976                                                                    | 62612                                                                     | 34062                                                                     | 21033                                                                     | 13625                                                                     | 8536                                                                      | 3130                                                                      | 460558                                                                    |

| كمية إنتاج الحيازات الزراعية بالقنطار لأهم محاصيل الخضروات بكل شعبية 2007 | كمية إنتاج الحيازات الزراعية بالقنطار لأهم محاصيل الخضروات بكل شعبية 2007 | كمية إنتاج الحيازات الزراعية بالقنطار لأهم محاصيل الخضروات بكل شعبية 2007 | كمية إنتاج الحيازات الزراعية بالقنطار لأهم محاصيل الخضروات بكل شعبية 2007 | كمية إنتاج الحيازات الزراعية بالقنطار لأهم محاصيل الخضروات بكل شعبية 2007 | كمية إنتاج الحيازات الزراعية بالقنطار لأهم محاصيل الخضروات بكل شعبية 2007 | كمية إنتاج الحيازات الزراعية بالقنطار لأهم محاصيل الخضروات بكل شعبية 2007 | كمية إنتاج الحيازات الزراعية بالقنطار لأهم محاصيل الخضروات بكل شعبية 2007 | كمية إنتاج الحيازات الزراعية بالقنطار لأهم محاصيل الخضروات بكل شعبية 2007 | كمية إنتاج الحيازات الزراعية بالقنطار لأهم محاصيل الخضروات بكل شعبية 2007 |
| الشعبيات                                                                  | الدلاع                                                                    | القلعاوى                                                                  | الخيار                                                                    | الفلفل                                                                    | البادنجان                                                                 | الخس                                                                      | الملفوف                                                                   | المعدنوس                                                                  | السلك                                                                     |
| ------------------------------------------------------------------------- | ------------------------------------------------------------------------- | ------------------------------------------------------------------------- | ------------------------------------------------------------------------- | ------------------------------------------------------------------------- | ------------------------------------------------------------------------- | ------------------------------------------------------------------------- | ------------------------------------------------------------------------- | ------------------------------------------------------------------------- | ------------------------------------------------------------------------- |
| البطنان                                                                   | 16105                                                                     | 4135                                                                      | 121                                                                       | 161                                                                       | 191                                                                       | 128                                                                       | 61                                                                        | 170                                                                       | 142                                                                       |
| درنة                                                                      | 3956                                                                      | 1387                                                                      | 6880                                                                      | 3430                                                                      | 2555                                                                      | 767                                                                       | 2249                                                                      | 95                                                                        | 105                                                                       |
| الجبل الأخضر                                                              | 6276                                                                      | 900                                                                       | 5349                                                                      | 2031                                                                      | 445                                                                       | 1221                                                                      | 3971                                                                      | 1                                                                         | 10                                                                        |
| المرج                                                                     | 43227                                                                     | 2370                                                                      | 6227                                                                      | 6948                                                                      | 377                                                                       | 0                                                                         | 24                                                                        | 20                                                                        | 10                                                                        |
| بنغازي                                                                    | 3202                                                                      | 703                                                                       | 334                                                                       | 627                                                                       | 336                                                                       | 90                                                                        | 70                                                                        | 2257                                                                      | 98                                                                        |
| الواحات                                                                   | 5                                                                         | 9                                                                         | 240                                                                       | 123                                                                       | 347                                                                       | 139                                                                       | 71                                                                        | 440                                                                       | 73                                                                        |
| الكفرة                                                                    | 261                                                                       | 45                                                                        | 201                                                                       | 451                                                                       | 16                                                                        | 3                                                                         | 85                                                                        | 40                                                                        | 78                                                                        |
| سرت                                                                       | 12511                                                                     | 13547                                                                     | 1089                                                                      | 2103                                                                      | 328                                                                       | 0                                                                         | 0                                                                         | 139                                                                       | 19                                                                        |
| الجفرة                                                                    | 1453                                                                      | 710                                                                       | 2                                                                         | 262                                                                       | 51                                                                        | 40                                                                        | 0                                                                         | 85                                                                        | 31                                                                        |
| مصراته                                                                    | 5431                                                                      | 7050                                                                      | 452                                                                       | 988                                                                       | 121                                                                       | 71                                                                        | 103                                                                       | 584                                                                       | 446                                                                       |
| المرقب                                                                    | 19469                                                                     | 731                                                                       | 344                                                                       | 2400                                                                      | 124                                                                       | 334                                                                       | 25                                                                        | 536                                                                       | 144                                                                       |
| طرابلس                                                                    | 1473                                                                      | 1                                                                         | 510                                                                       | 1250                                                                      | 211                                                                       | 2384                                                                      | 274                                                                       | 193                                                                       | 160                                                                       |
| الجفارة                                                                   | 28060                                                                     | 2121                                                                      | 13342                                                                     | 56351                                                                     | 5052                                                                      | 1142                                                                      | 3535                                                                      | 46446                                                                     | 9400                                                                      |
| الزاوية                                                                   | 24013                                                                     | 2070                                                                      | 1858                                                                      | 13942                                                                     | 370                                                                       | 1654                                                                      | 343                                                                       | 9207                                                                      | 2328                                                                      |
| النقاط الخمس                                                              | 252                                                                       | 43                                                                        | 114                                                                       | 5800                                                                      | 50                                                                        | 151                                                                       | 7                                                                         | 372                                                                       | 252                                                                       |
| الجبل الغربي                                                              | 957                                                                       | 9250                                                                      | 0                                                                         | 5                                                                         | 0                                                                         | 0                                                                         | 0                                                                         | 23                                                                        | 0                                                                         |
| نالوت                                                                     | 42                                                                        | 25                                                                        | 11                                                                        | 122                                                                       | 12                                                                        | 0                                                                         | 0                                                                         | 540                                                                       | 607                                                                       |
| سبها                                                                      | 4650                                                                      | 3809                                                                      | 3260                                                                      | 1137                                                                      | 875                                                                       | 631                                                                       | 262                                                                       | 291                                                                       | 108                                                                       |
| وادي الشاطئ                                                               | 1843                                                                      | 1992                                                                      | 775                                                                       | 1565                                                                      | 1421                                                                      | 2550                                                                      | 520                                                                       | 537                                                                       | 512                                                                       |
| مرزق                                                                      | 3746                                                                      | 679                                                                       | 321                                                                       | 393                                                                       | 204                                                                       | 28                                                                        | 0                                                                         | 425                                                                       | 186                                                                       |
| وادى الحياة                                                               | 42560                                                                     | 5917                                                                      | 658                                                                       | 187                                                                       | 73                                                                        | 32                                                                        | 137                                                                       | 172                                                                       | 67                                                                        |
| غات                                                                       | 19147                                                                     | 5                                                                         | 507                                                                       | 26                                                                        | 32                                                                        | 109                                                                       | 0                                                                         | 39                                                                        | 55                                                                        |
| الإجمالى                                                                  | 238637                                                                    | 57499                                                                     | 42594                                                                     | 100300                                                                    | 13192                                                                     | 11474                                                                     | 11737                                                                     | 62609                                                                     | 14829                                                                     |

| عدد الأبقار والابل والخيل بكل شعبية خلال عام 2007 | عدد الأبقار والابل والخيل بكل شعبية خلال عام 2007 | عدد الأبقار والابل والخيل بكل شعبية خلال عام 2007 | عدد الأبقار والابل والخيل بكل شعبية خلال عام 2007 | عدد الأبقار والابل والخيل بكل شعبية خلال عام 2007 | عدد الأبقار والابل والخيل بكل شعبية خلال عام 2007 | عدد الأبقار والابل والخيل بكل شعبية خلال عام 2007 | عدد الأبقار والابل والخيل بكل شعبية خلال عام 2007 |
| الشعبية                                           | عدد الأبقار                                       | عدد الأبقار                                       | عدد الأبقار                                       | عدد الإبل                                         | عدد الإبل                                         | عدد الإبل                                         | عدد الخيل والحمير                                 |
| الشعبية                                           | الذكور                                            | الإناث                                            | الجملة                                            | الذكور                                            | الإناث                                            | الجملة                                            | عدد الخيل والحمير                                 |
| ------------------------------------------------- | ------------------------------------------------- | ------------------------------------------------- | ------------------------------------------------- | ------------------------------------------------- | ------------------------------------------------- | ------------------------------------------------- | ------------------------------------------------- |
| البطنان                                           | 459                                               | 2057                                              | 2516                                              | 894                                               | 8356                                              | 9250                                              | 548                                               |
| درنة                                              | 1411                                              | 5081                                              | 6492                                              | 489                                               | 3434                                              | 3923                                              | 797                                               |
| الجبل الأخضر                                      | 3208                                              | 14796                                             | 18004                                             | 447                                               | 3491                                              | 3938                                              | 1332                                              |
| المرج                                             | 3508                                              | 15515                                             | 19023                                             | 253                                               | 3369                                              | 3622                                              | 992                                               |
| بنغازي                                            | 370                                               | 1465                                              | 1835                                              | 490                                               | 1902                                              | 2392                                              | 590                                               |
| الواحات                                           | 126                                               | 354                                               | 480                                               | 1337                                              | 6830                                              | 8167                                              | 542                                               |
| الكفرة                                            | 65                                                | 104                                               | 169                                               | 435                                               | 670                                               | 1105                                              | 3                                                 |
| سرت                                               | 124                                               | 602                                               | 726                                               | 2647                                              | 18864                                             | 21511                                             | 1432                                              |
| الجفرة                                            | 38                                                | 82                                                | 120                                               | 409                                               | 1542                                              | 1951                                              | 40                                                |
| مصراته                                            | 704                                               | 3596                                              | 4300                                              | 2237                                              | 6480                                              | 8717                                              | 422                                               |
| المرقب                                            | 1030                                              | 3695                                              | 4725                                              | 361                                               | 908                                               | 1269                                              | 621                                               |
| طرابلس                                            | 879                                               | 3446                                              | 4325                                              | 272                                               | 449                                               | 721                                               | 234                                               |
| الجفارة                                           | 3771                                              | 13216                                             | 16987                                             | 1040                                              | 652                                               | 1692                                              | 1557                                              |
| الزاوية                                           | 4947                                              | 11784                                             | 16731                                             | 6491                                              | 2028                                              | 8519                                              | 794                                               |
| النقاط الخمس                                      | 372                                               | 1855                                              | 2227                                              | 717                                               | 9806                                              | 10523                                             | 310                                               |
| الجبل الغربي                                      | 94                                                | 303                                               | 397                                               | 714                                               | 5129                                              | 5843                                              | 475                                               |
| نالوت                                             | 56                                                | 256                                               | 312                                               | 659                                               | 5502                                              | 6161                                              | 278                                               |
| سبها                                              | 367                                               | 988                                               | 1355                                              | 1036                                              | 2090                                              | 3126                                              | 218                                               |
| وادي الشاطئ                                       | 231                                               | 604                                               | 835                                               | 855                                               | 2367                                              | 3222                                              | 66                                                |
| مرزق                                              | 126                                               | 297                                               | 423                                               | 942                                               | 1508                                              | 2450                                              | 114                                               |
| وادى الحياة                                       | 146                                               | 331                                               | 477                                               | 216                                               | 350                                               | 566                                               | 34                                                |
| غات                                               | 15                                                | 32                                                | 47                                                | 258                                               | 471                                               | 729                                               | 0                                                 |
| الإجمالى                                          | 22047                                             | 80459                                             | 102506                                            | 23199                                             | 86198                                             | 109397                                            | 11399                                             |